# Mildiou du tabac
Le mildiou du tabac est une maladie cryptogamique affectant les cultures de tabac (Nicotiana tabacum). L'agent pathogène de cette maladie est un « pseudochampignon » oomycète de la famille des Peronosporaceae, Peronospora hyoscyami f. sp. tabacina. 
Cette maladie, très destructive, est présente dans de nombreux pays producteurs de tabac notamment en Europe et en Amérique du Nord, où elle a été signalée pour la première fois en 1921 aux États-Unis en Floride et Géorgie. Elle se caractérise par un feutrage conidien de couleur bleue qui envahit la surface des feuilles (d'où son nom anglais de blue mold). Elle est introduite en Angleterre en 1958 à des fins d'étude scientifique. En France, elle est signalée pour la première fois en Alsace en 1960.